# Teatro Avenida

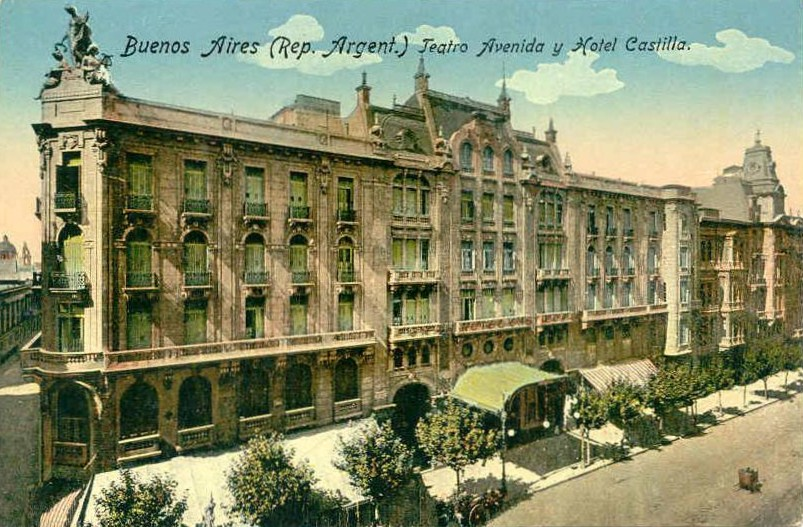
Vista del edificio original, incendiado en 1979 y demolido.

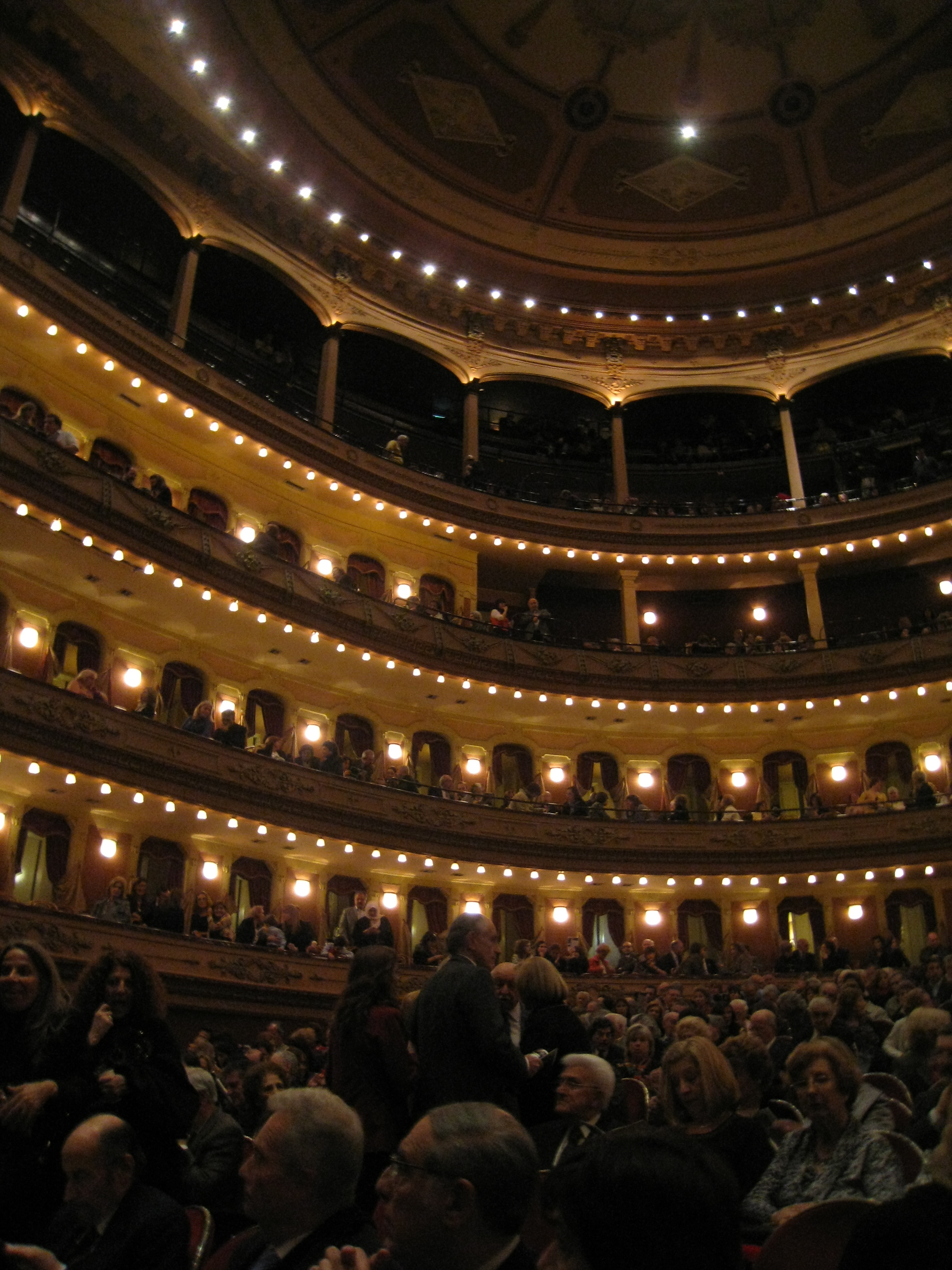
Sala.

El Teatro Avenida de Buenos Aires, Argentina, inaugurado en 1908 y reconstruido en 1994, ha sido tradicional sede de compañías españolas, de zarzuela, teatro y ópera en su emplazamiento en el número 1222 de la Avenida de Mayo del barrio porteño de Montserrat. Tiene capacidad para 1200 espectadores y su estilo arquitectónico es Academicismo francés.

## Origen y trayectoria
Obra de los ingenieros C. Férnandez Poblet y Alejandro Ortúzar, fue construido para los hermanos Juan y Joaquín Cordeu, administrado por el empresario teatral portugués Faustino Da Rosa e inaugurado el 3 de octubre de 1908 sólo meses después del Teatro Colón por la compañía María Guerrero-Fernando Díaz de Mendoza con El castigo sin venganza de Lope de Vega y fue destinado a la zarzuela porteña desde 1910 con la representación para el centenario de la independencia argentina con "La verbena de la Paloma" dirigida por su autor Tomás Bretón y con la presencia de la infanta Isabel de Borbón y Borbón. 
Allí actuaron célebres actores españoles y rioplatenses como los Podestá, Casaux y Florencio Parravicini. 
En 1922, la actriz Lola Membrives interpretó La malquerida y Los intereses creados con el propio autor, Jacinto Benavente como actor. En 1933, regresó con Bodas de sangre, Mariana Pineda y La zapatera prodigiosa de Federico García Lorca.
En su escenario el 8 de marzo de 1945, la actriz catalana Margarita Xirgú estrenó mundialmente La casa de Bernarda Alba de Federico García Lorca.
Fue enclave clásico de la zarzuela y títulos como La Dolores, El molinero de Subiza, El anillo de hierro, La Marsellesa, La bruja, Los Madgyares, Pepe-Hillo, El salto del Pasiego, etc.
Entre las figuras más importantes que actuaron en su escenario se destacaron principalmente las estrellas españolas La Argentinita, Enrique Borrás, Carmen Amaya, Lola Flores, Sara Montiel, Miguel de Molina, Alberto Closas, Raphael, Nati Mistral y Rocío Jurado. Argentinos como Tita Merello y Hugo del Carril. El 21 de julio de 1949, debutó Ángel Pericet junto a su hermana Concepción como estrellas de la Compañía Romerías. 
En 1979, un incendio de las oficinas aledañas provocaron el derrumbe de instalaciones del teatro interrumpiendo las representaciones del musical El diluvio que viene. La sala permaneció clausurada y en estado de abandono hasta que fue rescatado por un consorcio español-argentino que lo remodeló y volvió a su antiguo esplendor.
Fue reinaugurado en 1994 con un concierto a cargo del tenor Plácido Domingo junto a la mezzosoprano madrileña María José Montiel y las argentinas Paula Almerares y Cecilia Díaz, acompañados por el Coro Polifónico Nacional. En ese mismo año se presenta Ángel Pericet nuevamente con Amor Brujo de Manuel De Falla estrenado en el Teatro Colón.
Entre octubre de 1997 y marzo de 1998, se representó la versión teatral de la novela Boquitas pintadas de Manuel Puig. Dirigida por Oscar Araiz y Renata Schussheim. Interpretada por Juan Manuel Montenegro,Inés Vernengo, Pedro Segni, Mausi Martínez, Gustavo Monje, Daniela Zelaya, Mario Filgueira y Cristina Girona, recibiendo elogiosas críticas.
Desde 1999 pasó a ser sede de las Compañías Juventus Lyrica y Buenos Aires Lírica que han realizado numerosas representaciones de zarzuela, ópera y conciertos líricos hasta la llegada de la pandemia de Covid-19. Muchos artistas jóvenes nacionales e internacionales comenzaron sus carreras en este teatro durante el nuevo milenio.
En agosto de 2001, se llevó a cabo el concierto y la grabación en vivo del disco 11 Episodios Sinfónicos de Gustavo Cerati.
Fue declarado "Sitio de Interés Cultural" e ícono de la tradicional Avenida de Mayo porteña. 
En 2008, festejó su centenario.